# Kathrin Zettel
Kathrin Zettel (Scheibbs, 5 agosto 1986) è un'ex sciatrice alpina austriaca specialista delle gare tecniche, campionessa mondiale nella supercombinata a Val-d'Isère 2009.

## Biografia

### Stagioni 2002-2006
Kathrin Zettel, originaria di Göstling an der Ybbs e attiva in gare FIS dal dicembre del 2001, in Coppa Europa ha esordito il 18 dicembre 2003 a Ponte di Legno/Tonale in discesa libera (33ª), ha ottenuto il primo podio il 26 gennaio 2004 a Roccaraso in slalom gigante (2ª) e la prima vittoria il 18 febbraio successivo a Rogla in slalom speciale. Ha debuttato in Coppa del Mondo il 13 marzo dello stesso anno nello slalom speciale di Sestriere (18ª); sempre nel 2004 ha vinto la medaglia d'oro nello slalom speciale e quella d'argento nella combinata ai Mondiali juniores di Maribor e ha ottenuto il 2º posto nella classifica generale di Coppa Europa.
Ha conquistato il primo podio in Coppa del Mondo il 10 dicembre 2005 nello slalom gigante di Aspen, classificandosi al 3º posto; ai Mondiali juniores di Bardonecchia 2005 ha vinto la medaglia d'oro nella combinata e quella d'argento nello slalom speciale e ai Mondiali di Bormio/Santa Caterina Valfurva 2005, suo debutto iridato, ha vinto la medaglia d'argento nella prova a squadre e si è classificata 4ª nello slalom speciale. L'anno seguente ha esordito ai Giochi olimpici invernali: a Torino 2006 si è piazzata 7ª nello slalom gigante, 4ª nella combinata e non ha completato lo slalom speciale.

### Stagioni 2007-2012
Il 25 novembre 2006 ha conquistato ad Aspen in slalom gigante la sua prima vittoria in Coppa del Mondo e ai successivi Mondiali di Åre 2007 è stata 9ª nello slalom gigante, 5ª nello slalom speciale e 5ª nella supercombinata; due anni dopo nella rassegna iridata di Val-d'Isère 2009 si è laureata campionessa del mondo nella supercombinata, vincendo la gara davanti alla svizzera Lara Gut e alla connazionale Elisabeth Görgl, si è classificata 6ª nello slalom gigante e non ha completato lo slalom speciale. In quella stagione 2008-2009 in Coppa del Mondo ha chiuso al 4º posto nella classifica generale, mentre in quella di slalom gigante era arrivata in testa alle finali di Åre, dove si è vista superare da Tanja Poutiainen all'ultima gara, dove non è riuscita ad andare oltre l'8º posto.
Nella stagione 2009-2010 in Coppa del Mondo ha chiuso al 2º posto sia la classifica di slalom gigante, sia quella di slalom speciale; ai XXI Giochi olimpici invernali di Vancouver 2010 si è classificata 5ª nello slalom gigante, 13ª nello slalom speciale e 4ª nella supercombinata, mentre ai Mondiali di Garmisch-Partenkirchen 2011 ha vinto la sua seconda medaglia d'argento iridata, nello slalom speciale dietro alla connazionale Marlies Schild e davanti alla svedese Maria Pietilä Holmner, ed è stata 12ª nello slalom gigante.

### Stagioni 2013-2015
Il 25 novembre 2012 ha vinto la sua ultima gara di Coppa del Mondo, lo slalom speciale disputato ad Aspen, e ai successivi Mondiali di Schladming 2013 ha ottenuto il 4º posto nello slalom gigante, il 10º nello slalom speciale e il 5º nella supercombinata. Il 21 febbraio 2014 ha ottenuto la medaglia di bronzo nello slalom speciale dei XXII Giochi olimpici invernali di Soči 2014, sua ultima presenza olimpica, nella gara vinta dalla statunitense Mikaela Shiffrin; nello slalom gigante si è classificata 19ª.
Nel 2015 ha ottenuto la sua ultima vittoria, nonché ultimo podio, in Coppa Europa, il 21 gennaio a Zell am See in slalom gigante; ha partecipato ai suoi ultimi Mondiali, Vail/Beaver Creek 2015, dove si è classificata 7ª nello slalom gigante, 5ª nello slalom speciale e 6ª nella combinata; e il 1º marzo ha colto a Bansko in combinata il suo ultimo podio in Coppa del Mondo (3ª). Si è ritirata dall'attività agonistica al termine di quella stessa stagione e la sua ultima gara è stata lo slalom speciale di Coppa del Mondo disputato a Méribel il 21 marzo, chiuso dalla Zettel all'11º posto.

## Palmarès

### Olimpiadi
- 1 medaglia:
  - 1 bronzo (slalom speciale a Soči 2014)

### Mondiali
- 3 medaglie:
  - 1 oro (supercombinata a Val-d'Isère 2009)
  - 2 argenti (gara a squadre a Bormio/Santa Caterina Valfurva 2005; slalom speciale a Garmisch-Partenkirchen 2011)

### Mondiali juniores
- 4 medaglie:
  - 2 ori (slalom speciale a Maribor 2004; combinata a Bardonecchia 2005)
  - 2 argenti (combinata a Maribor 2004; slalom speciale a Bardonecchia 2005)

### Coppa del Mondo
- Miglior piazzamento in classifica generale: 4ª nel 2009
- 50 podi:
  - 9 vittorie
  - 18 secondi posti
  - 23 terzi posti

#### Coppa del Mondo - vittorie
| Data             | Località          | Paese       | Specialità |
| ---------------- | ----------------- | ----------- | ---------- |
| 25 novembre 2006 | Aspen             | Stati Uniti | GS         |
| 28 dicembre 2006 | Semmering         | Austria     | GS         |
| 25 ottobre 2008  | Sölden            | Austria     | GS         |
| 28 dicembre 2008 | Semmering         | Austria     | GS         |
| 25 gennaio 2009  | Cortina d'Ampezzo | Italia      | GS         |
| 6 marzo 2009     | Ofterschwang      | Germania    | GS         |
| 16 gennaio 2010  | Maribor           | Slovenia    | GS         |
| 17 gennaio 2010  | Maribor           | Slovenia    | SL         |
| 25 novembre 2012 | Aspen             | Stati Uniti | SL         |

Legenda:

GS = slalom gigante

SL = slalom speciale

#### Coppa del Mondo - gare a squadre
- 2 podi:
  - 1 secondo posto
  - 1 terzo posto

### Coppa Europa
- Miglior piazzamento in classifica generale: 2ª nel 2004
- 17 podi:
  - 5 vittorie
  - 8 secondi posti
  - 4 terzi posti

#### Coppa Europa - vittorie
| Data             | Località           | Paese    | Specialità |
| ---------------- | ------------------ | -------- | ---------- |
| 18 febbraio 2004 | Rogla              | Slovenia | SL         |
| 28 febbraio 2004 | Sankt Sebastian    | Austria  | SL         |
| 18 dicembre 2006 | Schruns            | Austria  | SL         |
| 20 gennaio 2014  | Kirchberg in Tirol | Austria  | GS         |
| 21 gennaio 2015  | Zell am See        | Austria  | GS         |

Legenda:

DH = discesa libera

SG = supergigante

GS = slalom gigante

SL = slalom speciale

### Nor-Am Cup
- Miglior piazzamento in classifica generale: 17ª nel 2008
- 6 podi:
  - 2 vittorie
  - 2 secondi posti
  - 2 terzi posti

#### Nor-Am Cup - vittorie
| Data             | Località    | Paese       | Specialità |
| ---------------- | ----------- | ----------- | ---------- |
| 28 novembre 2007 | Keystone    | Stati Uniti | GS         |
| 30 novembre 2007 | Winter Park | Stati Uniti | SL         |

Legenda:

GS = slalom gigante

SL = slalom speciale

### Campionati austriaci
- 6 medaglie[1]:

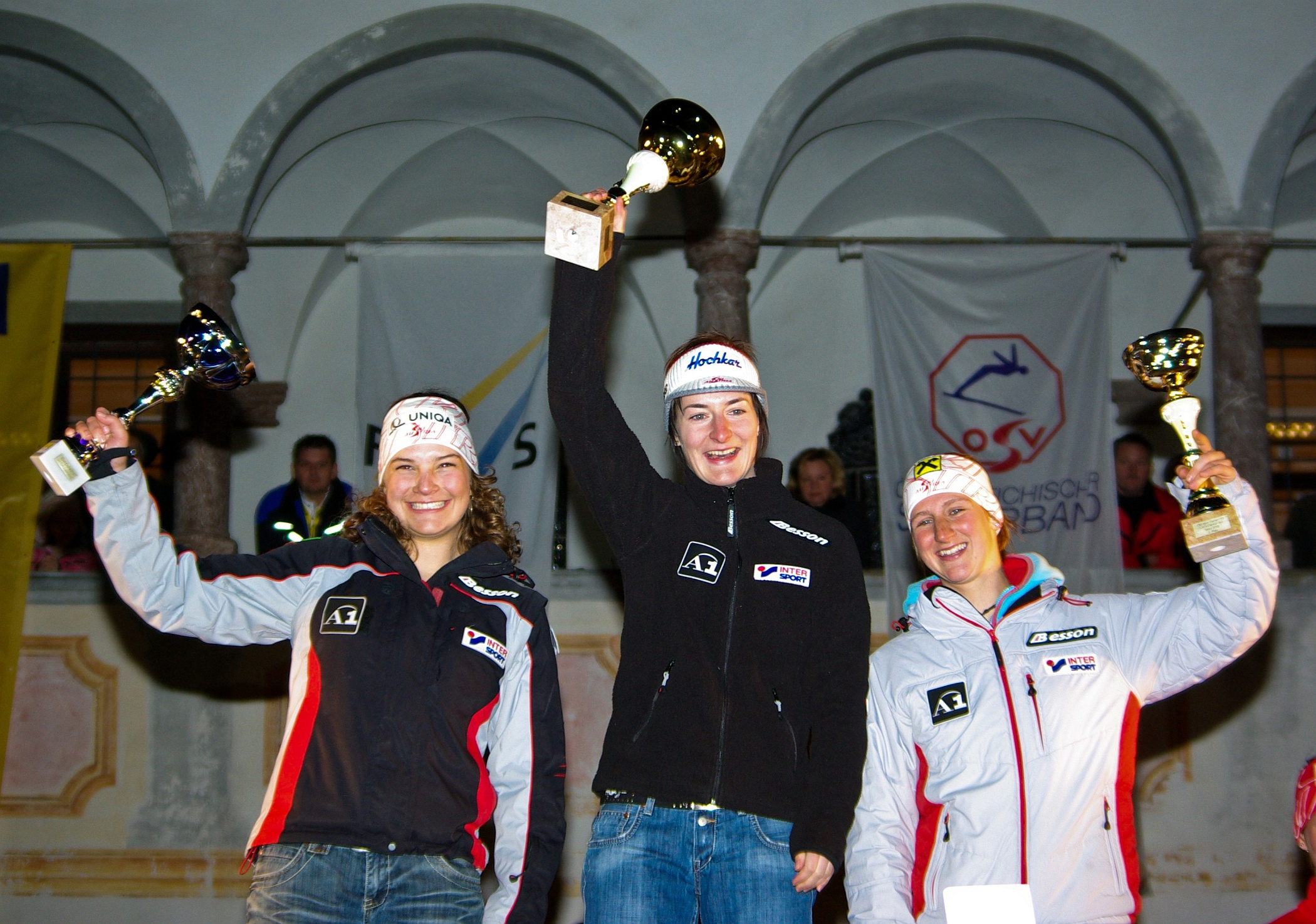
Il podio dello slalom gigante ai Campionati austriaci 2009, con Kathrin Zettel (oro, al centro) tra Ramona Siebenhofer (argento, a sinistra) e Karin Hackl (bronzo, a destra)

  - 4 ori (slalom gigante, slalom speciale nel 2009; slalom gigante, slalom speciale nel 2014)
  - 2 argenti (slalom gigante, slalom speciale nel 2008)

### Campionati austriaci juniores
- 4 medaglie[2]:
  - 1 oro (slalom gigante nel 2002)
  - 2 argenti (slalom speciale nel 2002; slalom gigante nel 2003)
  - 1 bronzo (supergigante nel 2003)

## Statistiche

### Podi in Coppa del Mondo
| Stagione/Specialità | Slalom gigante | Slalom gigante | Slalom gigante | Slalom speciale | Slalom speciale | Slalom speciale | Combinata | Combinata | Combinata | Podi totali |
| ------------------- | -------------- | -------------- | -------------- | --------------- | --------------- | --------------- | --------- | --------- | --------- | ----------- |
| Stagione/Specialità | 1º             | 2º             | 3º             | 1º              | 2º              | 3º              | 1º        | 2º        | 3º        | Podi totali |
| 2004                |                |                |                |                 |                 |                 |           |           |           | 0           |
| 2005                |                |                |                |                 |                 |                 |           |           |           | 0           |
| 2006                |                | 1              | 2              |                 | 2               | 2               |           |           |           | 7           |
| 2007                | 2              |                |                |                 | 1               | 1               |           |           | 1         | 5           |
| 2008                |                |                | 2              |                 |                 | 1               |           |           |           | 3           |
| 2009                | 4              |                |                |                 | 1               | 1               |           | 1         | 1         | 8           |
| 2010                | 1              | 2              | 1              | 1               | 2               | 3               |           |           |           | 10          |
| 2011                |                |                | 1              |                 | 1               |                 |           |           |           | 2           |
| 2012                |                |                |                |                 |                 | 2               |           |           |           | 2           |
| 2013                |                | 3              |                | 1               | 1               | 1               |           |           | 1         | 7           |
| 2014                |                | 1              |                |                 |                 |                 |           |           |           | 1           |
| 2015                |                | 1              |                |                 | 1               | 2               |           |           | 1         | 5           |
| Totale              | 7              | 8              | 6              | 2               | 9               | 13              | 0         | 1         | 4         | 50          |
| Totale              | 21             | 21             | 21             | 24              | 24              | 24              | 5         | 5         | 5         | 50          |